# W-350 Burja
W-350 Burja (deutsch Sturm, russisch В-350 Буря), auch Ла-350 (La-350), Ла-Х (La-Ch), „Изделие 350“ (Erzeugnis 350), war ein sowjetischer interkontinentaler Marschflugkörper für Überschallgeschwindigkeiten, der in der Mitte der 1950er-Jahre von dem Konstruktionsbüro NPO S. A. Lawotschkin (damals OKB-301) entworfen wurde. Der erste Flug fand am 1. September 1957 statt.

## Entwicklung und Erprobung
Der Burja war das Ergebnis eines Entwicklungsauftrages des sowjetischen Verteidigungsministeriums aus dem Jahr 1954. Im Rahmen dieses Auftrages wurde von Mjassischtschew ein weiterer Flugkörper unter der Bezeichnung M-40 Buran (nicht zu verwechseln mit der späteren sowjetischen Raumfähre gleichen Namens) entwickelt. Das aerodynamische Layout wurde vom ZAGI entwickelt. Burja sollte eine konstante Geschwindigkeit von Mach 3,1–3,3 in Höhen von über 20 km erreichen und seine Reichweite 6500 km betragen. Als Sprengkopf war der thermonukleare Sprengkopf RDS-37 mit einer Sprengkraft von 3 Megatonnen vorgesehen. Die Konstruktion war für den damaligen Stand der Technik sehr modern. Burja war der erste Überschallmarschflugkörper der Welt und der erste Marschflugkörper mit der Fähigkeit, über einen längeren Zeitraum (über zwei Stunden) in der Atmosphäre mit über 3 Mach Geschwindigkeit zu fliegen.
Zwischen dem 1. September 1957 und dem 16. Dezember 1960 wurden insgesamt 18 Testflüge absolviert. Dabei wurden Spitzengeschwindigkeiten von 3700 km/h sowie eine Gipfelhöhe von 25 km und eine Reichweite von 6500 km erreicht. Das Projekt wurde zugunsten der ballistischen Interkontinentalrakete R-7 aufgegeben, da diese von der gegnerischen Luftabwehr schwerer zu bekämpfen war.

## Beschreibung
Der Burja war eine zweistufige Rakete. Die erste Stufe bildeten zwei Booster mit Flüssigkeitsraketentriebwerken. Die zweite Stufe – der eigentliche Marschflugkörper – bestand aus einem Staustrahltriebwerk, dem astroinertialen Navigationssystem und dem Sprengkopf. Der Marschflugkörper befand sich zwischen den Boostern. Er verfügte über Deltaflügel mit einer Spannweite von 7,75 m. Die erste Stufe wurde für etwa 70 Sekunden gezündet, was den Flugkörper auf 17,5 bis 18 km Höhe brachte und auf annähernd 2,85 bis 2,9 Mach beschleunigte. Dann folgten die Inbetriebnahme des Staustrahltriebwerkes, die Abtrennung des Marschflugkörpers und dessen separater Flug zum Ziel.

## Analogien
Es gab zwei Projekte mit vergleichbarer Zielsetzung – die sowjetische M-40 Buran und die amerikanische SM-64 Navaho. Buran und Navaho hatten jedoch höheres Eigen- und damit mehr Startgewicht als Burja (Navaho 135 t, Buran bis 175 t, Burja 95 t) und eine etwas geringere Marschgeschwindigkeit. Navaho blieb ein erfolgloser Flugversuch, da es nicht die geplanten bzw. gewünschten Flugeigenschaften erreichte. Ihre größte Reichweite betrug nur 2000 Kilometer sowie die Geschwindigkeit etwa 2500 km/h. Der M-40-Entwurf wurde in Mjassischtschews Büro gebaut und war bereits für die Prüfung vorgesehen, flog aber vor der Einstellung des Projektes nie.

## Sonstiges
Der Name Burja wurde auch für den Seezielflugkörper Ch-22 verwendet.